# Wysokie (gmina)
Pour les articles homonymes, voir Wysokie.
Wysokie est une gmina rurale (gmina wiejska) du powiat de Lublin, dans la Voïvodie de Lublin, dans l'est de la Pologne.
Son siège administratif (chef-lieu) est le village de Wysokie, qui se situe environ 39 km au sud de la capitale régionale Lublin (siège du powiat et capitale de la voïvodie).
La gmina couvre une superficie de 114,18 km2 pour une population de 5 158 habitants en 2006.

## Histoire
À la fin de 1972, la gmina appartenait au powiat de Krasnystaw.

De 1975 à 1998, la gmina est attachée administrativement à l'ancienne Voïvodie de Zamość.

Depuis 1999, elle fait partie de la nouvelle voïvodie de Lublin.

## Géographie
La gmina inclut les villages (sołectwa) de :

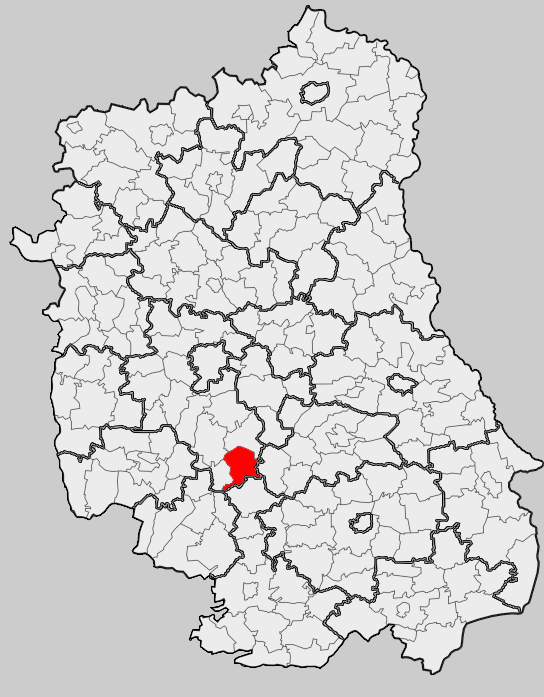
Position de la gmina dans la voïvodie

- Antoniówka
- Biskupie
- Biskupie-Kolonia
- Cegielnia
- Dragany
- Giełczew
- Giełczew-Doły
- Guzówka
- Jabłonowo
- Kajetanów
- Łosień
- Nowy Dwór
- Nowy Maciejów
- Radomirka
- Rezerwa
- Słupeczno
- Spławy
- Stary Maciejów
- Stolnikowizna
- Wysokie
- Zabłocie

### Gminy voisines
La gmina de Wysokie est voisine des gminy de :
- Bychawa
- Krzczonów
- Turobin
- Zakrzew
- Żółkiewka

## Structure du terrain
D'après les données de 2002, la superficie de la commune de Wysokie est de 114,18 kilomètres carrés, répartis comme telle :
- terres agricoles : 85 %
- forêts : 9 %

La commune représente 6,8 % de la superficie du powiat.

## Démographie
Données du 30 juin 2004 :
| Description        | Total  | Total | Femmes | Femmes | Hommes | Hommes |
| ------------------ | ------ | ----- | ------ | ------ | ------ | ------ |
| Unité              | Nombre | %     | Nombre | %      | Nombre | %      |
| Population         | 5 216  | 100   | 2 685  | 51,5   | 2 531  | 48,5   |
| Densité (hab./km²) | 45,7   | 45,7  | 23,5   | 23,5   | 22,2   | 22,2   |